# Rajkot

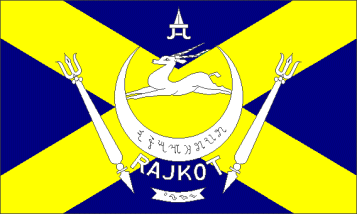
bandera de l'estat fins al 1947

Rajkot fou un estat tributari protegit a l'agència de Kathiawar, presidència de Bombai, amb una superfície de 730 km² i amb capital a Rajkot (ciutat).

## Geografia
El territori era ondulat i regat per diversos rius dels quals només l'Aji era perenne.

## Població
Els pobles eren 64 (el 1881 s'assenyala 1 ciutat i 60 pobles) i la població era:
- 1872: 36.770
- 1881: 46.540
- 1891: 49.958,
- 1901: 49.795
- 1921: 60.993
- 1931: 75.540

Els hindús eren el 80%, els musulmans el 12%, els jainistes el 6% i altres el 2%. l'única ciutat important era Rajkot però en total hi havia tres municipalitats.

## Història
El principat estava governat per una branca dels sobirans de Nawanagar o Navanagar. El fundador fou el thakur sahib Vibhaji Ajoji, net del Jam Sataji de Nawanagar, que el 1620 va rebre Kalawad i 12 pobles i es va casar amb la filla d'un cap vaghela de Sardhar. Va morir el 1635 i el va succeir el seu fill Mehramanji I Vibhaji que a la seva mort el 1650 va deixar dos fills i una filla: el fill gran Sahebji Mehramanji el va heretar i el segon fill Kumbhoji va fundar la branca de Gondal al seu torn origen de las de Gondal i Kotda-Sangani. Sahebji va morir el 1676 i el va succeir el seu fill Bamaniaji Sahebji mort el 1694 quan el va succeir el seu fill Mehramanji II Bamaniaji que el 1720 va morir i va deixar set fills origen de set branques:
- Ranmalji I Mehramanji, continuador de Rajkot 1732-1746
- Dadaji Mehramanji, que va rebre 6 pobles el 1733 i va fundar el principat de Kotharia.
- Kumar Kalaji Mehramanji, branca de Shahpur.
- Kumar Harbhamji Mehramanji, branca de Pal.
- Kumar Modji Mehramanji, branca de Gavridad.
- Kumar Jasaji Mehramanji, fundador de la casa de Lodhika (després branca sènior de Bhichri)
- Kumar Fulji Mehramanji, Founder of the House of Lodhika {branca júnior de Khokhadad).

Entre 1720 i 1732 el Gujarat fou objecte de lluites i el principat fou dominat pel subadar o governador mogol, però el 1732 va refermar la seva sobirania. Els següents sobirans foren Lakhaji I Ranmalji (1746-1796, excepte un període de govern del seu fill Mehramamji III Lakhaji que va durar des d'una data incerta fins al 1794 quan va morir) i el seu net Ranmalji II Mehramamji (1706-1825). Aquest va signar el 1807 els habitual acords amb els britànics i fou el darrer sobirà independent, ja que la resta van estar subjectes als britànics.
Van rebre un sanad autoritzant l'adopció el 1862 i salutació de 9 canonades. El títol dels sobirans era de Thakur Sahib. L'estat era considerat de segona classe dins el Kathiawar. Els ingressos eren de tres lakhs. Pagava un tribut de 21.321 rupies conjuntament al govern britànic i al nawab de Junagarh.

## Exèrcit i policia
L'exèrcit fou eliminat al llarg del segle XIX; el 1881 encara era de 336 homes. La policia el 1905 era de 153 homes dels quals 15 a cavall.

## Llista de governants
- Thakur sahib Vibhaji Ajoji 1620-1635
- Mehramanji I Vibhaji 1635-1650
- Sahebji Mehramanji 1650-1676
- Bamaniaji Sahebji 1676-1694
- Mehramanji II Bamaniaji 1694-1720
- Ranmalji I Mehramanji 1732-1746
- Lakhaji I Ranmalji 1746-1796
  - Mehramamji III Lakhaji ?-1794, corregent
- Ranmalji II Mehramamji 1795 - 1825
- Surajji Ranmalji 1825 - 1844
- Mehramamji IV Surajji 1844 - 1862
- Bawajirasimhji Mehramamji 1862 - 1890 
  - Thakurani Bai Shri Naniba Kunverba, reina regent 1862 - 1867
- Lakhajirasimhji II Bawaji 1890 - 1930
- Dharmendrasimhji Lakhaji 1930 - 1940
- Pradumansimhji Lakhajirasimhji 1940 - 1949 (+1973)

## Bandera
La bandera de l'estat era blava amb una creu de Sant Andreu (aspa) ample de color groc. Al mig anava brodat l'escut del principat.